# Dasydytes tongiorgii
Dasydytes tongiorgii är en djurart som tillhör fylumet bukhårsdjur, och som beskrevs av Francesco Balsamo 1982. Dasydytes tongiorgii ingår i släktet Dasydytes och familjen Dasydytidae. Inga underarter finns listade i Catalogue of Life.